# Sonorarctia rodriguezi
Sonorarctia rodriguezi là một loài bướm đêm thuộc phân họ Arctiinae, họ Erebidae.